# Usina Hidrelétrica Risoleta Neves
Usina Hidrelétrica Risoleta Neves (também conhecida por Candonga, o antigo nome) é uma usina hidrelétrica instalada no rio Doce, no limite entre os municípios de Rio Doce e Santa Cruz do Escalvado, no estado de Minas Gerais, Brasil. Devido ao porte, o empreendimento é considerada uma usina hidrelétrica (UHE).
A usina é de propriedade das empresas Vale S.A. e Aliança Geração de Energia S.A. e é capaz de gerar energia a uma potência de 140.000 kW. Cada uma das proprietárias está autorizada a vender 70.000 kW. Toda a energia produzida é destinada à produção independente de energia. A usina é de funcionamento a fio d’água.
A usina Risoleta Neves foi a segunda hidrelétrica a ser atingida pela inundação de lama de rejeitos de minério da mineradora Samarco Mineração S.A. um dia após o rompimento da Barragem do Fundão em Mariana. A primeira usina atingida foi a PCH Bicas, que se localizava no rio Gualaxo do Norte e ficou completamente destruída. A mineradora Samarco realiza trabalhos de dragagem para limpeza do reservatório.

## História

### Primeiros anos
O direito de exploração de recurso hídrico para geração de energia elétrica foi concedido em 20 de maio de 2000. A construção da usina ocorreu no período de 06/07/2001 a 07/04/2004, após concessão de Licença Prévia. A outorga foi concedida pela Agência Nacional de Águas (ANA), pois o Rio Doce é corpo d’água de domínio da União. A usina foi inaugurada em 07 de setembro de 2004.
Em 2015, a concessão foi transferida das empresas Novelis do Brasil Ltda. e Vale S.A., respectivamente para as empresas Vale S.A. e Aliança Geração de Energia.

### Desastre Ambiental da Mineradora Samarco

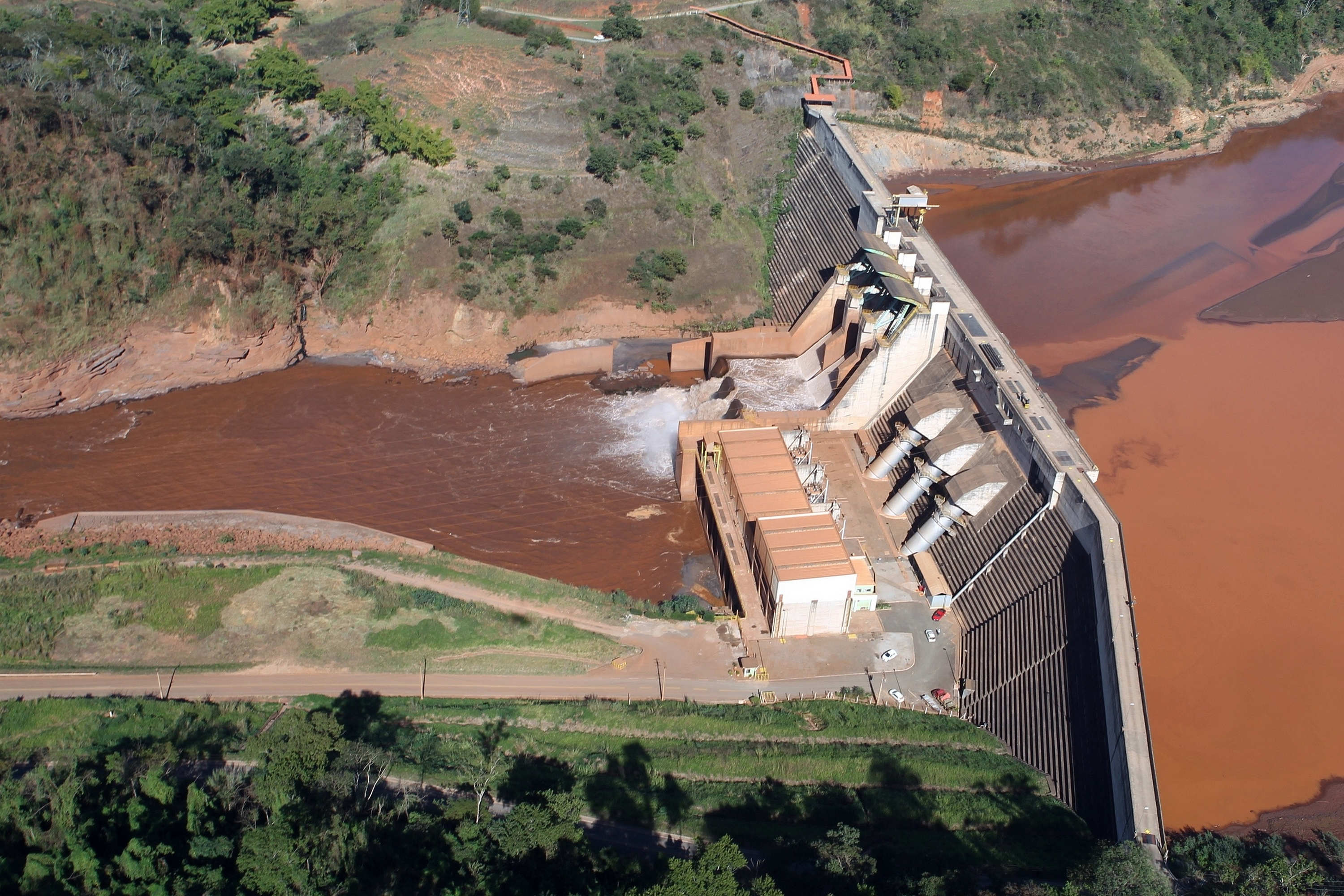
Usina Risoleta Neves inoperante devido ao acúmulo de rejeitos da mineradora Samarco próximo à crista da barragem Risoleta Neves

O reservatório da usina foi atingido pela inundação dos rejeitos de minério um dia depois do rompimento da Barragem do Fundão em Mariana em novembro de 2015. A usina teve as comportas fechadas para evitar danos nos equipamentos da usina e desde então está inoperante.
A barragem funcionou como um bloqueio da lama que seguiu um percurso desde a barragem de Fundão, passando pelos rios Gualaxo do Norte, Carmo e Doce, num trecho de aproximadamente 77 km. O reservatório tornou-se drasticamente tomado pela lama.
O Instituto Brasileiro do Meio Ambiente e dos Recursos Naturais Renováveis (IBAMA) publicou nota técnica que informou sobre o risco de um novo desastre ambiental que poderia ser provocado por um possível rompimento da barragem da UHE Risoleta Neves, devido ao acúmulo de rejeitos de minério escoados da barragem Fundão. Segundo o estudo, houve acúmulo de, pelo menos, 10 milhões de metros cúbicos de material sólido na barragem.
O IBAMA determinou a retirada do material acumulado pela mineradora Samarco. Desde então a mineradora tem realizado trabalhos de dragagem da lama acumulada no reservatório para mitigar os danos ambientais causados na região do reservatório e para evitar um possível rompimento desta barragem.

## Características da usina
A usina é de funcionamento a fio d’água, com vazão afluente próxima à vazão defluente.

### Barragem
A barragem é de concreto com comprimento de 369 m e 53 m de altura, sendo sua crista na cota de elevação de 330 metros.

### Casa de Força
A casa de força está acoplada ao pé da barragem e possui potência instalada de 140 MW, distribuída em três turbinas acopladas a geradores de 46,7 MW de potência unitária.

### Reservatório
O reservatório, considerando o NA-Máximo Normal na cota de elevação de 327,5 metros possui uma área de 286 hectares de lâmina d’água, com comprimento de 8,5 km e largura de 0,41 km, como um volume total de 43,060 hm3 na referida cota. A vida útil do empreendimento, estimado antes do desastre ambiental do rompimento da Barragem do Fundão, em Mariana, era de 180 anos. A diferença entre o nível máximo operativo e o mínimo normal operativo (depleção máxima) é de 1 metro. O nível máximo maximorum é igual ao nível máximo normal operativo. Não há descarregador de fundo.